# Karpo Sirotić
Karpo Sirotić (* 22. Februar 2000 in Zagreb, Kroatien) ist ein kroatischer Handballspieler.

## Karriere
Sirotić begann bei MRK Dugo Selo Handball zu spielen. 2016/17 wechselte er in die Jugend von RK Zagreb.
2018/19 und 2019/20 lief der Rückraumspieler für den RK Dubrava auf. 2020/21 stand Sirotić beim MRK Sesvete unter Vertrag. Von 2021/22 bis 2023/24 war er für RK Zagreb aktiv. Mit den Hauptstädtern konnte er jedes Jahr den Meistertitel und Pokalsieg feiern. Außerdem lief Sirotić 2021/22, 2022/23 und 2023/24 in der EHF Champions League auf. 2024/25 wurde er von der HSG Bärnbach/Köflach für die Handball Liga Austria verpflichtet.

## Erfolge
- RK Zagreb
  - Kroatischer Meister 2021/22, 2022/23 und 2023/24
  - Kroatischer Pokalsieger 2021/22, 2022/23 und 2023/24